# Водне поло на літніх Олімпійських іграх 1992
Змагання з водного поло на літніх Олімпійських іграх 1992 в Барселоні тривали з 1 до 9 серпня в Муніципальному басейні на Монтжуїку і Водному комплексі Берната Пікорнелла. 12 чоловічих збірних розіграли 1 комплект нагород. Чинні чемпіони світу, збірна Югославії, кваліфікувалися на турнір, але не взяли участі через розпад країни. Країни-наступниці не взяли участі через кілька причин. Замість Югославії на Олімпійські ігри поїхала збірна Чехословаччини.

## Кваліфікація[3]
| Кваліфікація                   | Дата               | Господар | К-ть місць | Кваліфікувалися                          |
| ------------------------------ | ------------------ | -------- | ---------- | ---------------------------------------- |
| Країна-господарка              | 17 жовтня 1986     | Лозанна  | 1          | Іспанія                                  |
| Чемпіонат світу 1991           | 5-13 січня 1991    | Перт     | 6 5        | Югославія                                |
| Чемпіонат світу 1991           | 5-13 січня 1991    | Перт     | 6 5        | Угорщина                                 |
| Чемпіонат світу 1991           | 5-13 січня 1991    | Перт     | 6 5        | США                                      |
| Чемпіонат світу 1991           | 5-13 січня 1991    | Перт     | 6 5        | Німеччина                                |
| Чемпіонат світу 1991           | 5-13 січня 1991    | Перт     | 6 5        | Італія                                   |
| Чемпіонат світу 1991           | 5-13 січня 1991    | Перт     | 6 5        | Об'єднана команда                        |
| Міжконтинентальна кваліфікація | 3 — 10 травня 1992 | Калгарі  | 5          | Куба Австралія Греція Франція Нідерланди |
| Перерозподіл                   |                    |          | 1          | Чехословаччина                           |
| Загалом                        |                    |          | 12         |                                          |

## Збірні
| Група A - Іспанія - Куба - Греція - Угорщина - Італія - Нідерланди | Група B - Об'єднана команда (EUN) - Австралія - Чехословаччина - Франція - Німеччина - США |

## Попередній раунд

### Група A
| Поз | Команда                 | І | В | Н | П | ГЗ | ГП | РГ  | О  | Кваліфікація |
| --- | ----------------------- | - | - | - | - | -- | -- | --- | -- | ------------ |
| 1   | Об'єднана команда (EUN) | 5 | 5 | 0 | 0 | 50 | 32 | +18 | 10 |              |
| 2   | США                     | 5 | 4 | 0 | 1 | 40 | 24 | +16 | 8  |              |
| 3   | Австралія               | 5 | 2 | 1 | 2 | 44 | 41 | +3  | 5  |              |
| 4   | Німеччина               | 5 | 1 | 2 | 2 | 38 | 41 | −3  | 4  |              |
| 5   | Франція                 | 5 | 1 | 1 | 3 | 38 | 42 | −4  | 3  |              |
| 6   | Чехословаччина          | 5 | 0 | 0 | 5 | 33 | 63 | −30 | 0  |              |

- 1 серпня 1992

| Чехословаччина | 6 – 10 | Об'єднана команда (EUN) |
| Австралія      | 4 – 8  | США                     |
| Німеччина      | 7 – 7  | Франція                 |

- 2 серпня 1992

| Чехословаччина | 3 – 9  | США                     |
| Франція        | 5 – 9  | Австралія               |
| Німеччина      | 7 – 11 | Об'єднана команда (EUN) |

- 3 серпня 1992

| США       | 11 – 7 | Франція                 |
| Німеччина | 15 – 9 | Чехословаччина          |
| Австралія | 9 – 12 | Об'єднана команда (EUN) |

- 5 серпня 1992

| Чехословаччина | 6 – 14 | Франція                 |
| США            | 5 – 8  | Об'єднана команда (EUN) |
| Німеччина      | 7 – 7  | Австралія               |

- 6 серпня 1992

| Австралія | 15 – 9 | Чехословаччина          |
| США       | 7 – 2  | Німеччина               |
| Франція   | 5 – 9  | Об'єднана команда (EUN) |

### Група B
| Поз | Команда    | І | В | Н | П | ГЗ | ГП | РГ  | О | Кваліфікація |
| --- | ---------- | - | - | - | - | -- | -- | --- | - | ------------ |
| 1   | Іспанія    | 5 | 4 | 1 | 0 | 52 | 36 | +16 | 9 |              |
| 2   | Італія     | 5 | 3 | 2 | 0 | 41 | 34 | +7  | 8 |              |
| 3   | Угорщина   | 5 | 2 | 2 | 1 | 49 | 46 | +3  | 6 |              |
| 4   | Куба       | 5 | 2 | 0 | 3 | 50 | 53 | −3  | 4 |              |
| 5   | Нідерланди | 5 | 0 | 2 | 3 | 36 | 46 | −10 | 2 |              |
| 6   | Греція     | 5 | 0 | 1 | 4 | 32 | 45 | −13 | 1 |              |

- 1 серпня 1992

| Угорщина | 7 – 7  | Італія     |
| Греція   | 9 – 10 | Куба       |
| Іспанія  | 12 – 6 | Нідерланди |

- 2 серпня 1992

| Нідерланди | 4 – 6   | Італія   |
| Куба       | 11 – 12 | Угорщина |
| Іспанія    | 11 – 6  | Греція   |

- 3 серпня 1992

| Італія   | 11 – 8 | Куба       |
| Греція   | 4 – 4  | Нідерланди |
| Угорщина | 5 – 8  | Іспанія    |

- 5 серпня 1992

| Нідерланди | 9 – 11 | Куба     |
| Греція     | 7 – 12 | Угорщина |
| Іспанія    | 9 – 9  | Італія   |

- 6 серпня 1992

| Угорщина | 13 – 13 | Нідерланди |
| Італія   | 8 – 6   | Греція     |
| Іспанія  | 12 – 10 | Куба       |

## Фінальний раунд

### Група D
| Поз | Команда   | І | В | Н | П | ГЗ | ГП | РГ | О |
| --- | --------- | - | - | - | - | -- | -- | -- | - |
| 5   | Австралія | 3 | 2 | 1 | 0 | 23 | 20 | +3 | 5 |
| 6   | Угорщина  | 3 | 2 | 0 | 1 | 28 | 27 | +1 | 4 |
| 7   | Німеччина | 3 | 1 | 1 | 1 | 24 | 21 | +3 | 3 |
| 8   | Куба      | 3 | 0 | 0 | 3 | 22 | 29 | −7 | 0 |

- 8 серпня 1992

| Австралія | 7 – 5 | Куба     |
| Німеччина | 7 – 8 | Угорщина |

- 9 серпня 1992

| Німеччина | 10 – 6 | Куба     |
| Австралія | 9 – 8  | Угорщина |

### Група E
| Поз | Команда        | І | В | Н | П | ГЗ | ГП | РГ  | О |
| --- | -------------- | - | - | - | - | -- | -- | --- | - |
| 9   | Нідерланди     | 3 | 2 | 1 | 0 | 28 | 20 | +8  | 5 |
| 10  | Греція         | 3 | 2 | 1 | 0 | 24 | 18 | +6  | 5 |
| 11  | Франція        | 3 | 1 | 0 | 2 | 28 | 31 | −3  | 2 |
| 12  | Чехословаччина | 3 | 0 | 0 | 3 | 22 | 33 | −11 | 0 |

- 8 серпня 1992

| Франція        | 6 – 10 | Греція     |
| Чехословаччина | 8 – 9  | Нідерланди |

- 9 серпня 1992

| Чехословаччина | 8 – 10 | Греція     |
| Франція        | 8 – 15 | Нідерланди |

### Півфінали
- 8 серпня 1992

| Італія | 9 – 8 | Об'єднана команда (EUN) |
| США    | 4 – 6 | Іспанія                 |

### Матч за бронзову медаль
- 9 серпня 1992

| США | 4 – 8 | Об'єднана команда (EUN) |

### Фінал
- 9 серпня 1992

| Іспанія | 8 – 9 | Італія |

## Підсумкове положення
|    | Італія                  |
|    | Іспанія                 |
|    | Об'єднана команда (EUN) |
| 4  | США                     |
| 5  | Австралія               |
| 6  | Угорщина                |
| 7  | Німеччина               |
| 8  | Куба                    |
| 9  | Нідерланди              |
| 10 | Греція                  |
| 11 | Франція                 |
| 12 | Чехословаччина          |

## Медалісти
| Золото | Срібло | Бронза |
| ІталіяФранческо Аттоліко Алессандро Бово Алессандро Кампанья Паоло Кальдарелла Массіміліано Ферретті Джузеппе Порціо Марко Д'Альтруї Маріо Фйорілло Фердінандо Гандольфі Амедео Поміліо Франческо Порціо Карло Сіліпо Джанні Авераїмо Головний тренер: Ратко Рудич | ІспаніяДаніель Бальярт Хесус Рольян Жорді Санс Хосеп Піко Мануель Естіарте Мануель Сільвестре Марко Антоніо Гонсалес Мігель Анхель Ока Педро Франсіско Гарсія Рікардо Санчес Рубен Мічавілья Сальвадор Гомес Серхі Педрероль Головний тренер: Драган Матутинович | Об'єднана команда (EUN) Сергій Наумов Олександр Огородников Олександр Чигир Дмитро Апанасенко Андрій Бєлофастов Євген Шаронов Дмитро Горшков Володимир Карабутов Олександр Колотов Андрій Коваленко Микола Козлов Сергій Маркоч Олексій Вдовін Головний тренер: Борис Попов |